# Dan Da Dan: Evil Eye
Dan Da Dan: Evil Eye é um filme animado japonês de terror e ficção científica, lançado em 2025, que consiste nos três primeiros episódios da segunda temporada da adaptação de anime do mangá Dandadan de Yukinobu Tatsu. A compilação foi dirigida por Fūga Yamashiro e Abel Góngora e escrita por Hiroshi Seko.
Dan Da Dan: Evil Eye foi lançado em 30 de maio de 2025 na Ásia, 7 de junho na Europa e 6 de junho na América do Norte. No Brasil, o filme foi distribuído exclusivamente pelos cinemas da rede Cinemark e estreou em 19 de junho de 2025.

## Enredo
Continuando de onde a primeira temporada parou, encontramos Momo, Okarun e Jiji na casa de Jiji em uma vila rural de Byakuja. Jiji pede para que eles investiguem a suposta maldição que assombrava a casa. O trio logo é confrontado pela família Kito, que é proprietária de grande parte da vila. Momo é atacada na fonte termal local, enquanto as mulheres da família Kito questionam Okarun e Jiji. Uma luta intensa revela uma sala escondida e amaldiçoada dentro da casa de Jiji e o domínio subterrâneo do antigo deus da região, Tsuchinoko, que na verdade era um verme-da-mongólia. No meio do conflito, Jiji perde o controle de si mesmo para o Olho Demoníaco, uma entidade vingativa. Essa entidade estava furiosa e pronta para derrubar Okarun, Momo e toda a Vila Byakuja.

## Elenco de voz
| Personagem                                 | Japonês        | Português       |
| ------------------------------------------ | -------------- | --------------- |
| Momo Ayase (綾瀬 桃, Ayase Momo)           | Shion Wakayama | Hannah Buttel   |
| Ken Takakura (高倉 健, Takakura Ken)       | Natsuki Hanae  | Renan Vidal     |
| Jin Enjoji (円城寺 仁, Enjoji Jin)         | Kaito Ishikawa | Felipe Drummond |
| Seiko Ayase (綾瀬 星子, Ayase Seiko)       | Nana Mizuki    | Maíra Goés      |
| Aira Shiratori (白鳥 愛羅, Shiratori Aira) | Ayane Sakura   | Bruna Laynes    |

## Lançamento

### Cinema
O filme foi lançado nos cinemas da América do Norte em 6 de junho de 2025. Assim como o filme anterior, Evil Eye foi distribuído em parceria com GKIDS.